# Серєброво (Псковська область)
Серєброво (рос. Сереброво) — присілок в Невельському районі Псковської області Російської Федерації.
Населення становить 21 особу. Входить до складу муніципального утворення Івановська волость.

## Історія
Від 2015 року входить до складу муніципального утворення Івановська волость.

## Населення
| 2001 | 2002 | 2010 |
| ---- | ---- | ---- |
| 24   | ↘23  | ↘21  |